# Лаурино
Лаурино (італ. Laurino, сиц. Laurinu) — муніципалітет в Італії, у регіоні Кампанія, провінція Салерно.
Лаурино розташоване на відстані близько 300 км на південний схід від Рима, 110 км на південний схід від Неаполя, 65 км на південний схід від Салерно.
Населення — 1595 осіб (2014).

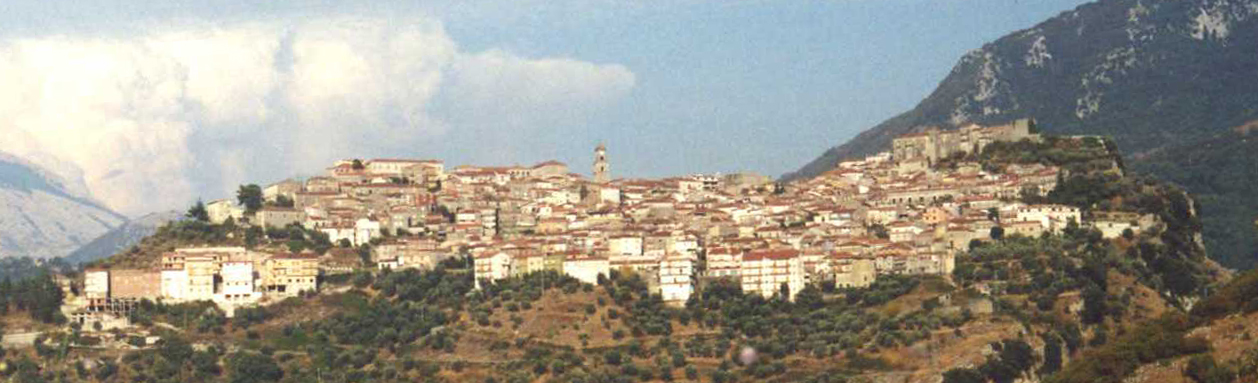

Щорічний фестиваль відбувається 22 травня. Покровитель — Sant'Elena.

## Демографія
Населення за роками:

Станом на 1 січня 2023 року в муніципалітеті офіційно проживали 42 іноземці з 9 країн, серед них 30 громадян країн Євросоюзу та 4 громадяни України.

## Сусідні муніципалітети
- Беллозгуардо
- Кампора
- Фелітто
- Мальяно-Ветере
- Нові-Велія
- П'яджине
- Рофрано
- Рошиньо
- Сакко
- Стіо
- Валле-делл'Анджело